# Elliotts fasan
Elliotts fasan (latin: Syrmaticus ellioti) er en hønsefugl, der lever i Kina.